# Gayamprit
Gayamprit is een bestuurslaag in het regentschap Klaten van de provincie Midden-Java, Indonesië. Gayamprit telt 3301 inwoners (volkstelling 2010).